# Осока мешочковая
Осо́ка мешо́чковая (лат. Carex utriculata) — травянистое растение, вид рода Осока (Carex) семейства Осоковые (Cyperaceae).

## Ботаническое описание
Светло-зелёное растение, с корневищами, дающими ползучие побеги.
Стебли трёхгранные, кверху гладкие или (обычно) несколько шероховатые, 90—150 см высотой, у основания одетые очень широкими красноватыми, книзу бурыми влагалищами.
Листья жестковатые, плоские или несколько свёрнутые, 4—7 мм шириной, длинно заострённые, шероховатые, книзу сетчатые, равные стеблю.
Колоски в числе 5—8. Верхние 2—4 тычиночные, быть может скученные, линейные, 4—8 см длиной, с продолговато-ланцетными, притуплёнными, грязно-светло-ржавыми чешуями; остальные — пестичные, цилиндрические или несколько булавовидно-цилиндрические, 5—12 см длиной, 1,3 см шириной, густые, книзу рыхлые и редкие, на коротких ножках до 2 см длиной, прямые. Чешуи пестичных колосков яйцевидные и широкояйцевидные, остистые (длина остей у нижних чешуй достигает 3 мм), светло-ржавые, с жёлто-зелёным килем и перепончатым краем, короче мешочков. Мешочки косо-отклонённые, эллиптически-яйцевидные, вздутые, 6 мм длиной, соломенно-зелёные, с выступающими жилками, у основания округлые, на короткой ножке, быть может постепенно суженные в гладкий, цилиндрический, глубоко-двузубчатый носик. Прицветный лист превышает соцветие.
Плодоносит в июне-августе.
Вид описан из западной части Канады.
Растения, описываемые Кречетовичем В. И. во «Флоре СССР», ошибочно принимались им за Carex utriculata Boott, на территории Евразии и Дальнего Востока не произрастающего. Они отличаются более узкими пестичными колосками и острыми кроющими чешуями, а не остистыми.

## Распространение
Северная Америка: Аляска, Канада, северная часть США.
Растёт на болотах и по берегам водоёмов.

## Значение и применение
Удовлетворительно поедается северным оленем (Rangifer tarandus). Служит кормом для водоплавающей дичи.